# محمود فرنام قیطانچیان
محمود فرنام (زاده ۱۲۷۷ در تبریز - درگذشتهٔ ۸ دی ۱۳۷۲ در تبریز) نوازندهٔ دایره اهل ایران بود. از وی با عنوان «پدر دایره نوازی ایران» یاد شده‌است.
او پرورش‌یافتهٔ مکتب موسیقی تبریز همچون ابوالحسن اقبال آذر بود. همراهی بیش از پنجاه سال وی با استادانی چون اقبال آذر، ابوالحسن صبا، غلام‌حسین بیگجه‌خانی، علی‌اکبر شهنازی، عارف قزوینی و قمرالملوک وزیری درخور توجه بسیار است.
او در تاریخ ۸ دی ۱۳۷۲ در سن ۹۵ سالگی درگذشت و در آرامستان وادی‌رحمت تبریز به خاک سپرده شد.

## آثار
آثار چندانی از محمود فرنام به جا نمانده و چندین نوار خصوصی در دسترس است.
از جمله آثار محمود فرنام:
- آلبوم مکتب تار تبریز (با همراهی تار داوود آزاد)
- اجرای دونوازی ایشان با تار غلام‌حسین بیگجه‌خانی در حافظیه شیراز[۶]